# Postleitzahl (Brasilien)

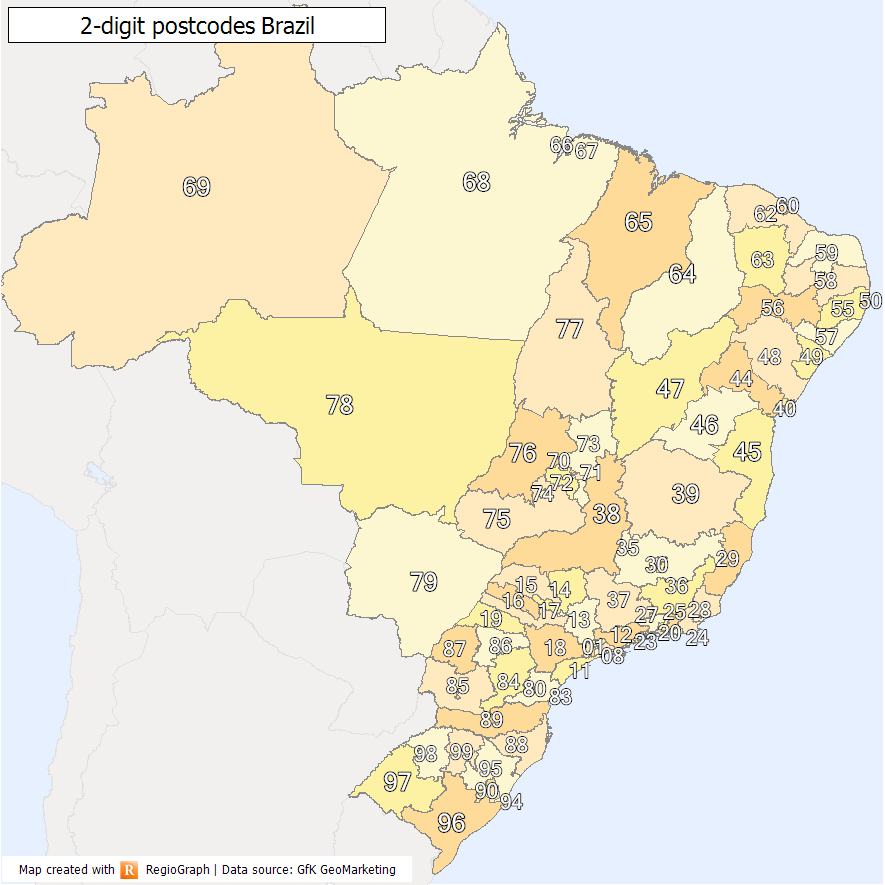
Postleitzahlen-Gebiete in Brasilien nach den ersten beiden Stellen

Código de Endereçamento Postal, abgekürzt CEP [sæpĩ], ist die brasilianische Postleitzahl.
Sie wurde im Mai 1971 von der damaligen brasilianischen Gesellschaft für Post und Telegrafendienste zunächst 5-stellig eingeführt. Im Mai 1992 wurde sie auf 8 Stellen erweitert in der Form 54330-355. Die ersten 5 Stellen bezeichnen Regionen und deren Sektoren. Die letzten 3 Stellen sind entweder 000 oder bezeichnen üblicherweise eine Straße. In diesem Beispiel die Rua Raul Filho im Stadtteil Cajueiro Seco in der Stadt Jaboatão dos Guararapes  im Bundesstaat Pernambuco im Nordosten Brasiliens. In ländlichen Regionen, in denen nur kleinere Orte mit wenigen Straßen vorkommen, wird auf die Kennzeichnung der einzelnen Straßen verzichtet und allgemein „000“ benutzt. Wenn die letzten drei Ziffern größer als 899 sind, so liegen spezielle Adressen vor.